# 盧加河

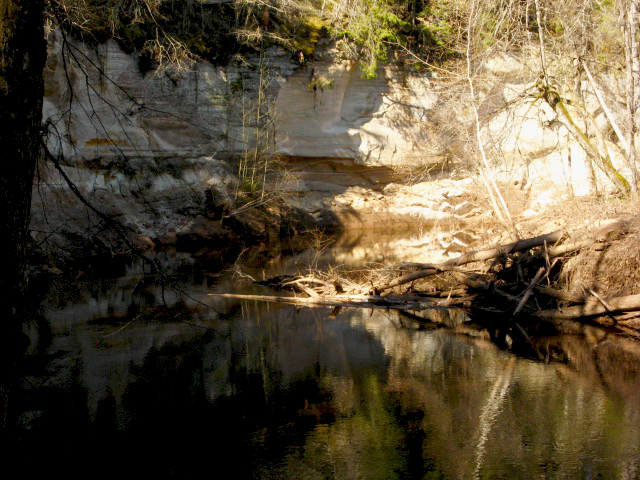
盧加河支流亚谢拉河

盧加河（羅馬化：Luga）是俄羅斯的河流，位於諾夫哥羅德州和列寧格勒州，注入芬蘭灣，河道全長353公里，流域面積13,200平方公里，河流在12月至4月結冰，河畔城鎮有盧加和金吉謝普。